# Diplotaxis mus
Diplotaxis mus är en skalbaggsart som beskrevs av Henry Clinton Fall 1932. Diplotaxis mus ingår i släktet Diplotaxis och familjen Melolonthidae. Inga underarter finns listade i Catalogue of Life.